# 鍵山由佳
鍵山 由佳（かぎやま ゆか、1月28日-）は、日本の歌手。2009年6月24日にavex traxよりメジャーデビューを果たした。血液型はA型、サイズはT159、B84、W58、H86。

## 来歴・人物
中学時代にロックに目覚めバンド活動を開始、バンドではボーカルを担当をする傍ら、作詞もするようになる。その後、幾度かのライブ活動を経て、自らの曲『Love player』が読売テレビ・日本テレビ系ドラマ『LOVE GAME』主題歌に抜擢され、2009年6月24日、同曲でエイベックスよりメジャーデビューを果たす。
洋楽に造詣が深く、主にクリスティーナ・アギレラ、ブリトニー・スピアーズ、ファーギーといった個性的な女性シンガーを敬愛している。
2009年6月27日にはラゾーナ川崎プラザでデビューイベントを行った。

## DISCOGRAPHY

### シングル
1. Love Player（2009.6.24、エイベックス）
  1. Love Player
  2. 悪魔を眠らせて
  3. Love Player（Instrumental）
  4. 悪魔を眠らせて（Instrumental）

## 出演

### テレビ
- 音楽戦士（日本テレビ）
- 音の素（読売テレビ）
- PIECE（MUSIC ON! TV）

### ラジオ
- NEVERMIND!!（FM-FUJI） 09.06.23
- DANCING GROOVE!〜HOT JAM〜 WOOFER BREAKERS（FM yokohama 84.7） 2009.06.30 - 07.07
- 松本梨香のヨコハマウィークエンド・スタイル!（ラジオ日本） 2009.07.17

### イベント
- avex aqua live - 赤坂サカスSacasステージ、2009.07.29
- 神宮外苑花火大会 - 2009.08.06、軟式球場
- DANCE×THEATER エンジェルハート〜羽ばたける者たちへ〜 2010.10.2

ほか

## 参照
1. ↑  汗だくで魅せた、注目度上昇中のグラマラス 鍵山由佳 - BARKS、2009年6月28日